# André Delahaye
Pour les articles homonymes, voir Delahaye (homonymie).
André Delahaye, né le 2 septembre 1920 aux Mureaux et mort le 6 mars 2009 à Cherbourg, est un homme politique français.